# 링 아나운서
링 아나운서(영어: ring announcer)는 권투, 레슬링, 킥복싱과 같은 종합격투기 분야에서 링에서 선수 소개, 경기 결과 발표 등을 하는 사람의 총칭이다.

## 같이 보기
- 스포츠 방송 진행자